# Chamsuddeen Shoteng
Chamsuddeen Shoteng (thailändisch ฉ่ำสุดดีน โส๊ะเต่ง, * 30. Oktober 1996) ist ein thailändischer Fußballspieler.

## Karriere
Chamsuddeen Shoteng spielte bis Mitte 2020 beim Satun United FC. Der Verein aus Satun, einer Stadt in der Provinz Satun, spielte in der vierten Liga, der Thai League 4, in der Southern Region. 2019 wurde er mit dem Klub Meister der Region. In den Aufstiegsspielen zur dritten Liga konnte sich der Verein nicht durchsetzen. Mitte 2020 wechselte er zum Zweitligaaufsteiger Ranong United FC nach Ranong. Sein Zweitligadebüt für Ranong in der Thai League 2 gab er am 13. September 2020 im Auswärtsspiel gegen den Uthai Thani FC. Hier wurde er in der 72. Minute für Oscar Kahl eingewechselt. Nach insgesamt 72 Ligaspielen wechselte er im Sommer 2023 zu seinem ehemaligen Verein, dem Drittligaaufsteiger PT Satun FC. Mit dem Verein spielt er in der Southern Region der Liga.

## Erfolge
Satun United FC
- Thai League 4 – South: 2019